# Rakety Ares

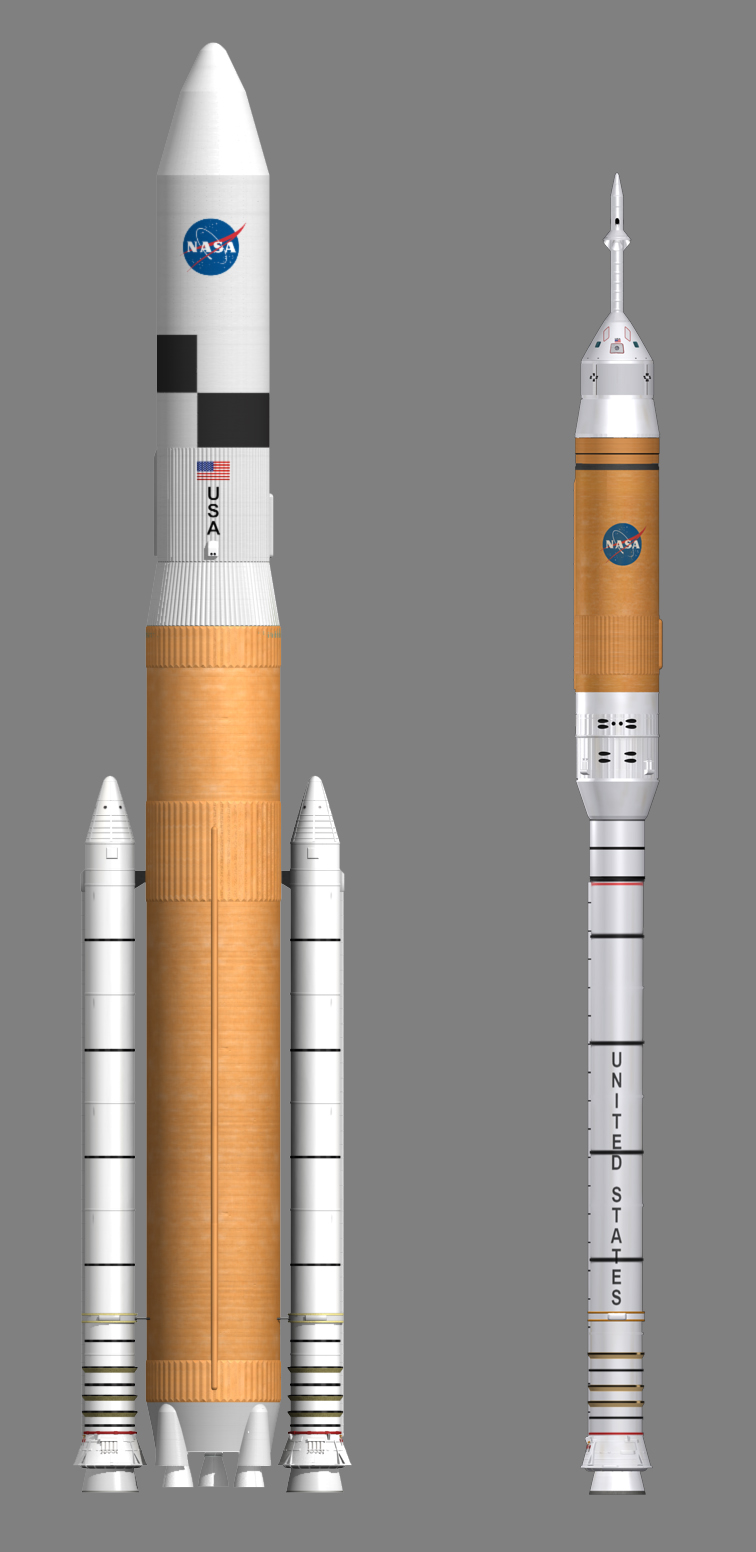
Ares V (vlevo), Ares I (vpravo)

Ares byla plánovaná nová generace nosných kosmických raket NASA, patřících do programu Constellation. Program Constellation měl vrátit lidstvo na Měsíc a později také doletět na Mars. Nosná raketa pro dopravu lidské posádky je pojmenována Ares I a nákladní Ares V.
Pojmenování „I a V“ bylo zvoleno na počest vícestupňovým raketám Saturn I a Saturn V, používaných v programu Apollo, jež byly první americké nosné rakety, speciálně vyvinuté pro vynesení kosmické lodi s lidskou posádkou na dráhu k Měsíci. Prezidentův návrh rozpočtu Spojených států pro rok 2011 zveřejněný 1. února 2010 zahrnuje v kapitole věnované NASA zrušení celého programu Constellation, tedy i vývoje raket Ares.

## Ares I
Ares I měla být dvojstupňová raketa. První stupeň tvoří jediný pětisegmentový pomocný raketový motor (Solid Rocket Booster), který vychází z pomocného raketového motoru amerického raketoplánu. Druhý stupeň je poháněn motorem J-2X, spalující kapalný kyslík a vodík, který je odvozen z motoru J-2 používaného v programu Apollo. Je především určen k vynášení pilotované lodi Orion, jejíž posádku tvoří čtyři až šest astronautů. Raketa může vynést na nízkou oběžnou dráhu až 25 tun nákladu.
Během dvou a půl minut po startu měl vynést první stupeň raketu do výšky 60 kilometrů s rychlostí 6,1 Mach. Po spálení všech pohonných látek se měl pomocný raketový motor oddělit a mělo dojít k zážehu motoru J-2X, který měl vynést posádku do výšky 100 kilometrů nad zemský povrch.
Úkolem Ares I měla být přeprava posádky na Mezinárodní vesmírnou stanici (plánováno po roce 2014) a kolem roku 2020 dostat člověka na povrch Měsíce.

## Ares V
Ares V měl sloužit k dopravě až 130 tun nákladu na nízkou oběžnou dráhu kolem Země a 65 tun na Měsíc. První stupeň má využít dvou pětisegmentových pomocných raketových motorů (Solid Rocket Booster) připevněných z boku palivové nádrže, která dodává kapalný kyslík a vodík pěti raketovým motorům RS-68 upevněným pod touto nádrží. Na vrcholu nádrže je mezistupňový válec, který obsahuje oddělovací raketové motory a nově navržený nástavec, který spojuje první a druhý stupeň. Vrchní stupeň je poháněn motory J-2X spalující kapalný kyslík a vodík.
Horní kompozitní kryt chrání lunární modul, který zahrnuje stupeň pro sestup posádky na povrch Měsíce a stupeň pro výstup z měsíčního povrchu zpět do lodi Orion a následný návrat posádky domů.